# Odemira
Odemira é uma vila portuguesa localizada no sudoeste do Distrito de Beja, inserida na subregião do Alentejo Litoral (NUT III), pertencente à região do Alentejo (NUT II).
É sede do  Município de Odemira que tem 29 538 habitantes e uma extensão total de 1 720,60 km2, sendo em área o maior de Portugal, subdividido em 13 freguesias. O município é limitado a nordeste pelo município de Sines, a norte por Santiago do Cacém, a leste por Ourique, a sudeste por Silves, a sul por Monchique, a sudoeste por Aljezur e a oeste tem litoral no oceano Atlântico. O limite sudoeste, com o município de Aljezur, é marcado pela Ribeira de Seixe. A faixa litoral do município e o vale do Mira até à vila de Odemira faz parte do Parque Natural do Sudoeste Alentejano e Costa Vicentina. O município é atravessado pela Linha do Sul.
Tem como slogan Odemira, Alentejo singular.

## Caracterização

### Geografia

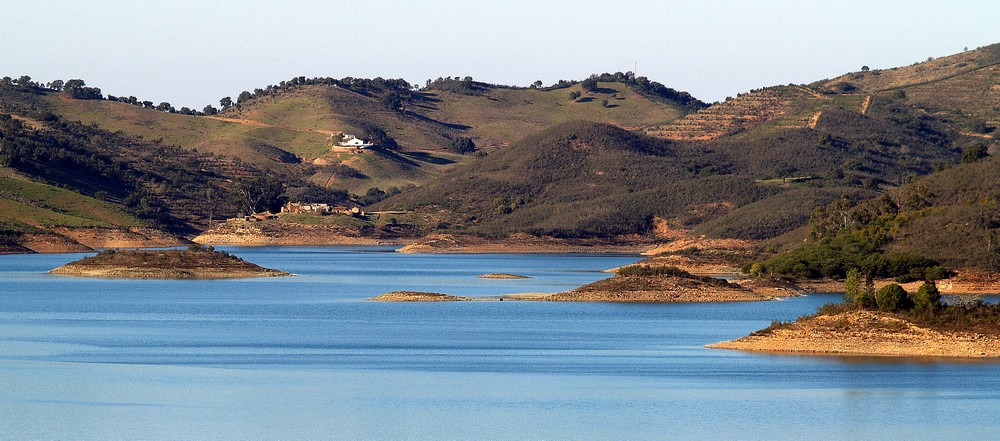
Barragem de Santa Clara

O município de Odemira caracteriza-se pela imensa diversidade paisagística, estendendo-se entre a planície, a serra e o mar.
Na faixa litoral, surgem pequenas praias que recortam as falésias e os portos de pesca tradicionais. Dos seus 55 km de costa atlântica, 12 km são de praia, das quais merecem destaque pela sua beleza natural: Malhão, Milfontes, Franquia, Farol, Furnas, Almograve, Zambujeira e Carvalhal. Toda a zona costeira do município está integrada no Parque Natural do Sudoeste Alentejano e Costa Vicentina.
O litoral conhece a maior expressão do turismo concelhio nos seus principais aglomerados urbanos de vocação turística, sobretudo nas localidades de Vila Nova de Milfontes, Almograve e Zambujeira do Mar (alojamento, empresas de animação e restauração). Neste ocorre também o grosso da produção pecuária (fundamentalmente a produção de bovinos da raça Limousine e de Holstein Frísia) e o fundamental da produção agrícola do território, designadamente a horticultura, fruticultura e floricultura. Toda esta área beneficia da infraestrutura de rega do rio Mira e de um micro-clima assente em zero geada.
A faixa central, recortando o município de sul para norte, faz a transição orográfica entre a charneca, dominante na faixa litoral, e a serra, dominante na faixa interior. Neste espaço, encontramos os principais aglomerados urbanos do município, tais como São Teotónio, Boavista dos Pinheiros, Odemira e São Luís. Esta faixa central corresponde ao espaço dos serviços públicos, das principais unidades comerciais e dos principais parques de fixação de empresas.
A faixa interior do município, marcada por uma orografia bastante acidentada, é palco para a maior mancha florestal do país, seja ela autóctone (sobreiro e azinheira), seja ela exótica (como o eucalipto).
Associado a essa mancha florestal, o setor agrícola e pecuário de sequeiro extensivo (bovinocultura, ovinocultura e caprinocultura) marcam a paisagem física e económica de uma grande área do município que é estruturada, a sul, pela barragem de Santa Clara-a-Velha e a norte pela integração na planície alentejana.

### Clima
Odemira apresenta um clima quente e temperado. O clima é classificado como Csa de acordo com a classificação climática de Köppen-Geiger. A temperatura média anual em Odemira é de 17.1 °C. A média anual de pluviosidade é de 516 mm.
O mês mais seco é Julho e tem 1 mm de precipitação. Em Janeiro cai a maioria da precipitação, com uma média de 80 mm. O mês mais quente do ano é Agosto, com uma temperatura média de 23.1 °C. Ao longo do ano, Janeiro tem uma temperatura média de 11.9 °C, sendo esta a temperatura média mais baixa do ano.

## Demografia
A população registada nos censos foi:
(Obs.: Número de habitantes que tinham a residência oficial neste município à data em que os censos se realizaram.)
Por decreto de 21/09/1875, a freguesia de Cercal, deste concelho, passou a fazer parte do concelho de Santiago do Cacém. Por decreto lei de 26/06/1875, a freguesia de Santa Luzia, deste concelho, passou a fazer parte do concelho de Ourique.
| Número de habitantes por Grupo Etário | Número de habitantes por Grupo Etário | Número de habitantes por Grupo Etário | Número de habitantes por Grupo Etário | Número de habitantes por Grupo Etário | Número de habitantes por Grupo Etário | Número de habitantes por Grupo Etário | Número de habitantes por Grupo Etário | Número de habitantes por Grupo Etário | Número de habitantes por Grupo Etário | Número de habitantes por Grupo Etário | Número de habitantes por Grupo Etário | Número de habitantes por Grupo Etário | Número de habitantes por Grupo Etário |
| ------------------------------------- | ------------------------------------- | ------------------------------------- | ------------------------------------- | ------------------------------------- | ------------------------------------- | ------------------------------------- | ------------------------------------- | ------------------------------------- | ------------------------------------- | ------------------------------------- | ------------------------------------- | ------------------------------------- | ------------------------------------- |
|                                       | 1900                                  | 1911                                  | 1920                                  | 1930                                  | 1940                                  | 1950                                  | 1960                                  | 1970                                  | 1981                                  | 1991                                  | 2001                                  | 2011                                  | 2021                                  |
| 0-14 Anos                             | 7 325                                 | 8 853                                 | 10 382                                | 12 061                                | 14 691                                | 14 012                                | 12 491                                | 7 840                                 | 5 800                                 | 4 381                                 | 3 370                                 | 3 162                                 | 2 955                                 |
| 15-24 Anos                            | 3 748                                 | 4 285                                 | 5 054                                 | 6 395                                 | 7 217                                 | 8 374                                 | 7 982                                 | 5 030                                 | 4 165                                 | 3 146                                 | 3 109                                 | 2 427                                 | 2 736                                 |
| 25-64 Anos                            | 8 647                                 | 9 851                                 | 10 812                                | 13 037                                | 16 257                                | 18 620                                | 20 878                                | 17 355                                | 14 838                                | 13 656                                | 13 131                                | 13 642                                | 17 158                                |
| = ou > 65 Anos                        | 674                                   | 1 013                                 | 1 080                                 | 1 173                                 | 1 756                                 | 2 067                                 | 2 648                                 | 3 010                                 | 4 660                                 | 5 235                                 | 6 496                                 | 6 835                                 | 6 689                                 |

(Obs.: De 1900 a 1950 os dados referem-se à população presente no município à data em que eles se realizaram. Daí que se registem algumas diferenças relativamente à designada população residente.)

## Freguesias

Freguesias do município de Odemira.

O município de Odemira está dividido em 13 freguesias:
| Freguesia                  | Residentes (2011) | Residentes (2021) |
| -------------------------- | ----------------- | ----------------- |
| Boavista dos Pinheiros     | 1633              | 1975              |
| Colos                      | 1061              | 820               |
| Longueira / Almograve      | 1356              | 2334              |
| Luzianes-Gare              | 429               | 374               |
| Relíquias                  | 931               | 995               |
| Saboia                     | 1152              | 922               |
| Santa Clara-a-Velha        | 873               | 633               |
| São Luís                   | 1989              | 1883              |
| São Martinho das Amoreiras | 1006              | 1047              |
| São Salvador e Santa Maria | 3119              | 3373              |
| São Teotónio               | 6439              | 8699              |
| Vale de Santiago           | 1047              | 823               |
| Vila Nova de Milfontes     | 5031              | 5650              |
| Total                      | 26066             | 29538             |

## História

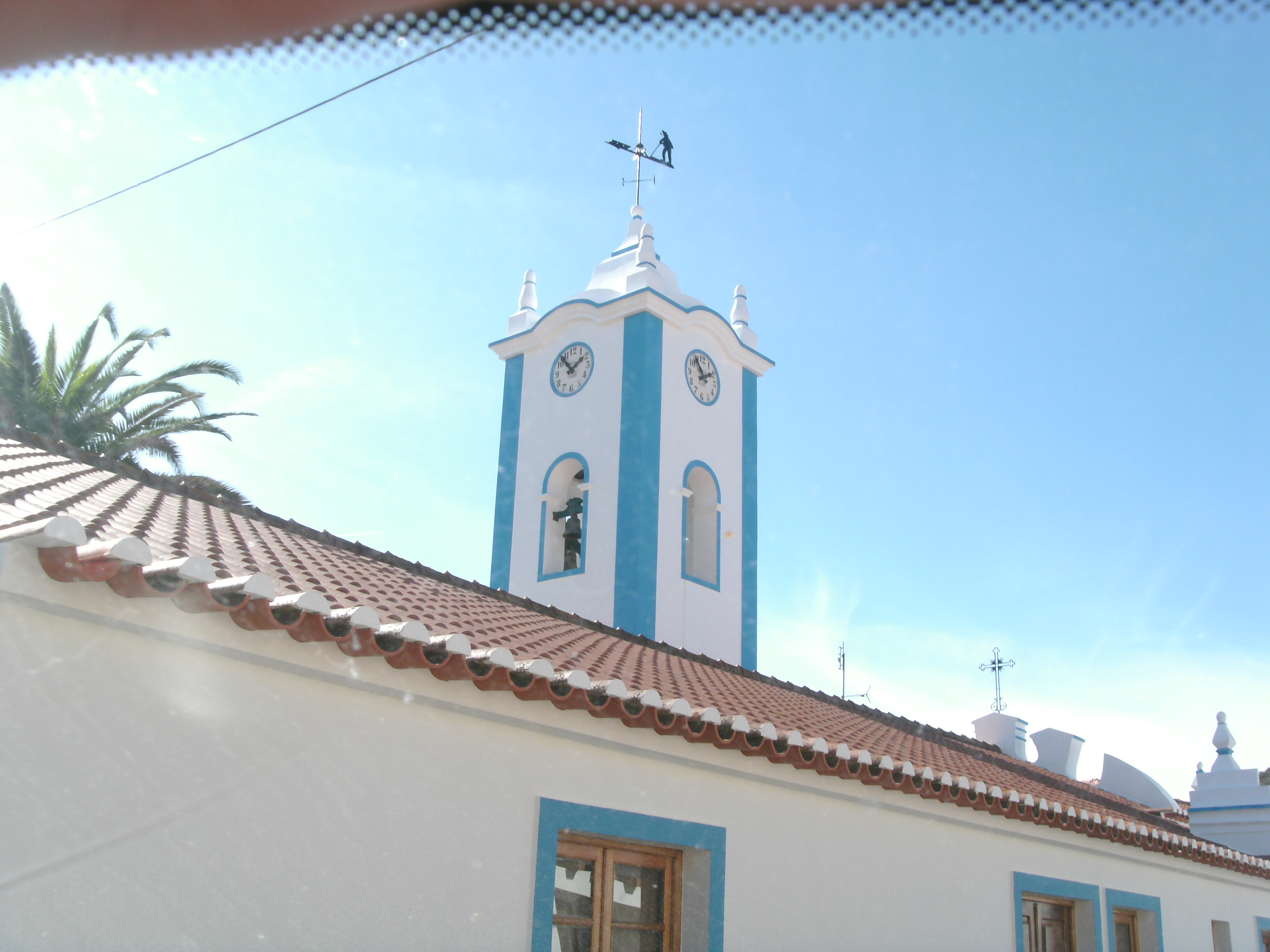
Igreja de Santa Clara-a-Velha

O povoamento do município é bastante remoto, como o provam os numerosos vestígios de culturas anteriores à romanização e os testemunhos das culturas posteriores.
A explicação do topónimo Odemira tem várias versões. A versão lendária sobre a origem do nome remonta à altura da sua povoação árabe: um alcaide mouro, de nome Ode, habitava o castelo com a sua mulher, uma moura encantadora, como todas as outras mouras das lendas populares. Quando esta viu chegar as tropas cristãs, terá gritado: “Ode, mira para os inimigos, donde vêm sobre nós“, tendo estado este aviso na origem do nome Odemira.
Estudos históricos e semânticos revelam que o termo Ode deriva do árabe Wad, que significa "rio", e o elemento Mira terá origem pré-céltica, estando relacionada, também, com a palavra "água". Pode-se, então, concluir que o topónimo Odemira se refere, em diferentes línguas, à noção de curso de água, o que denota a importância do rio.
A região terá sido habitada desde tempos remotos, desconhecendo-se, contudo, a sua origem. Aqui estabeleceram-se vários povos, entre os quais se destacam os romanos e árabes, que marcaram os usos e costumes das gentes da região. A reconquista de Odemira foi tardia e realizada, pensa-se, pelos frades guerreiros da Ordem de Santiago; em 1238, toda a região do Alentejo (incluindo Odemira) estava nas mãos dos cristãos.

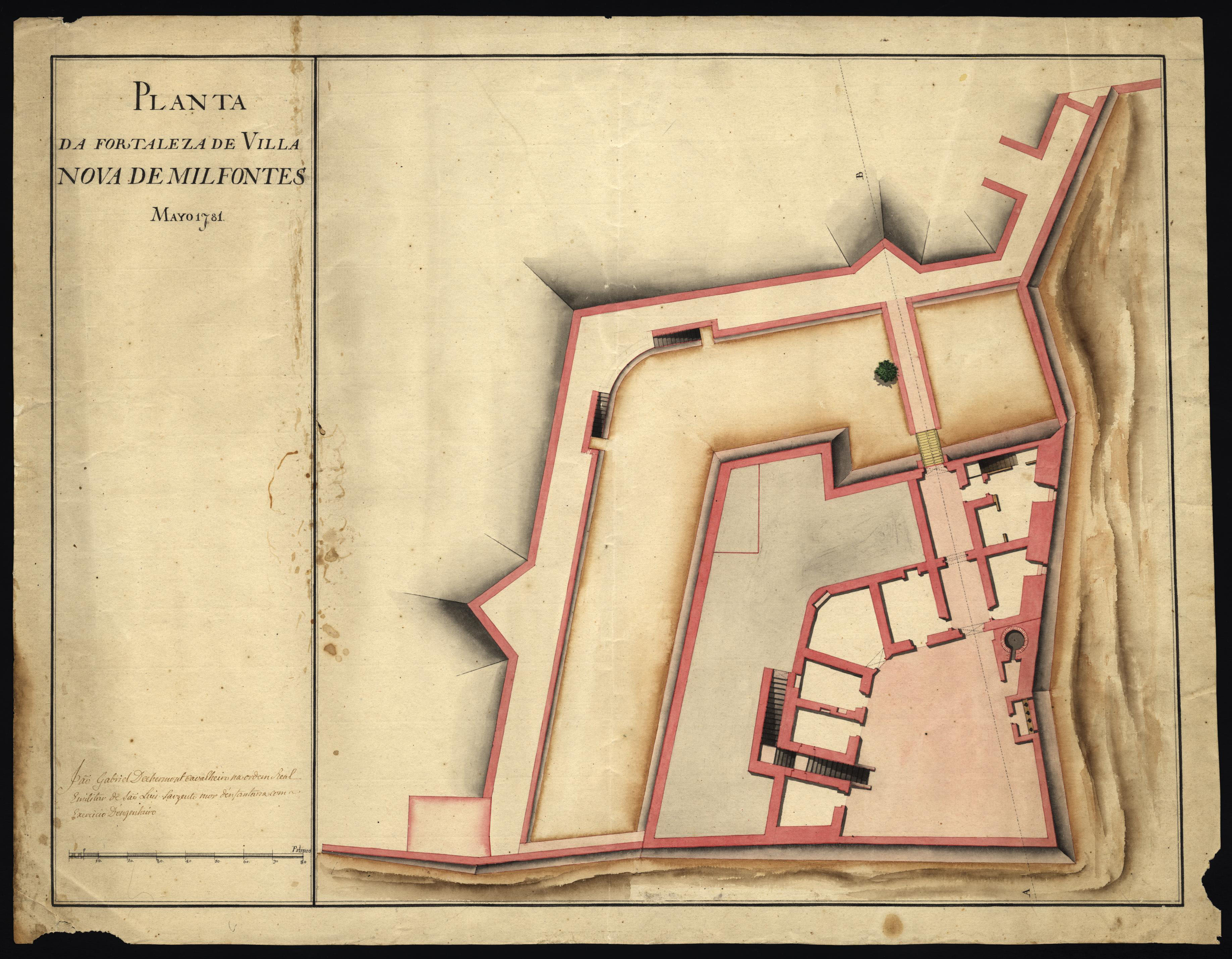
Fortaleza de Vila Nova de Milfontes.

Em 1245, D. Paio Peres Correia, mestre da Ordem de Santiago, doa o castelo de Odemira ao bispo do Porto, D. Pedro Salvadores. Em 1256, D. Afonso III concretiza a apropriação da vila para a coroa, concedendo-lhe carta de foral em 28 de março do mesmo ano. Este foral estabelece o termo do concelho e denota uma realidade profunda que já vinha do passado, retendo uma certa continuidade em relação à herança árabe.
Odemira, situada perto do limite do troço navegável do rio Mira, ergue-se num local dominante sobre este, constituindo-se como centro aglutinador de uma vasta região. Reflete, assim, um modelo territorial comum no sudoeste da Península Ibérica: uma povoação relativamente recuada em relação à linha de costa, mas que a ela tem acesso por via fluvial, controlando economicamente uma área circundante relativamente vasta, neste caso a bacia do Mira. Trata-se da mesma lógica territorial a que obedeceram as povoações de Alcácer do Sal, Silves, Mértola, Santarém, Coimbra e, em Espanha, Sevilha e Niebla.

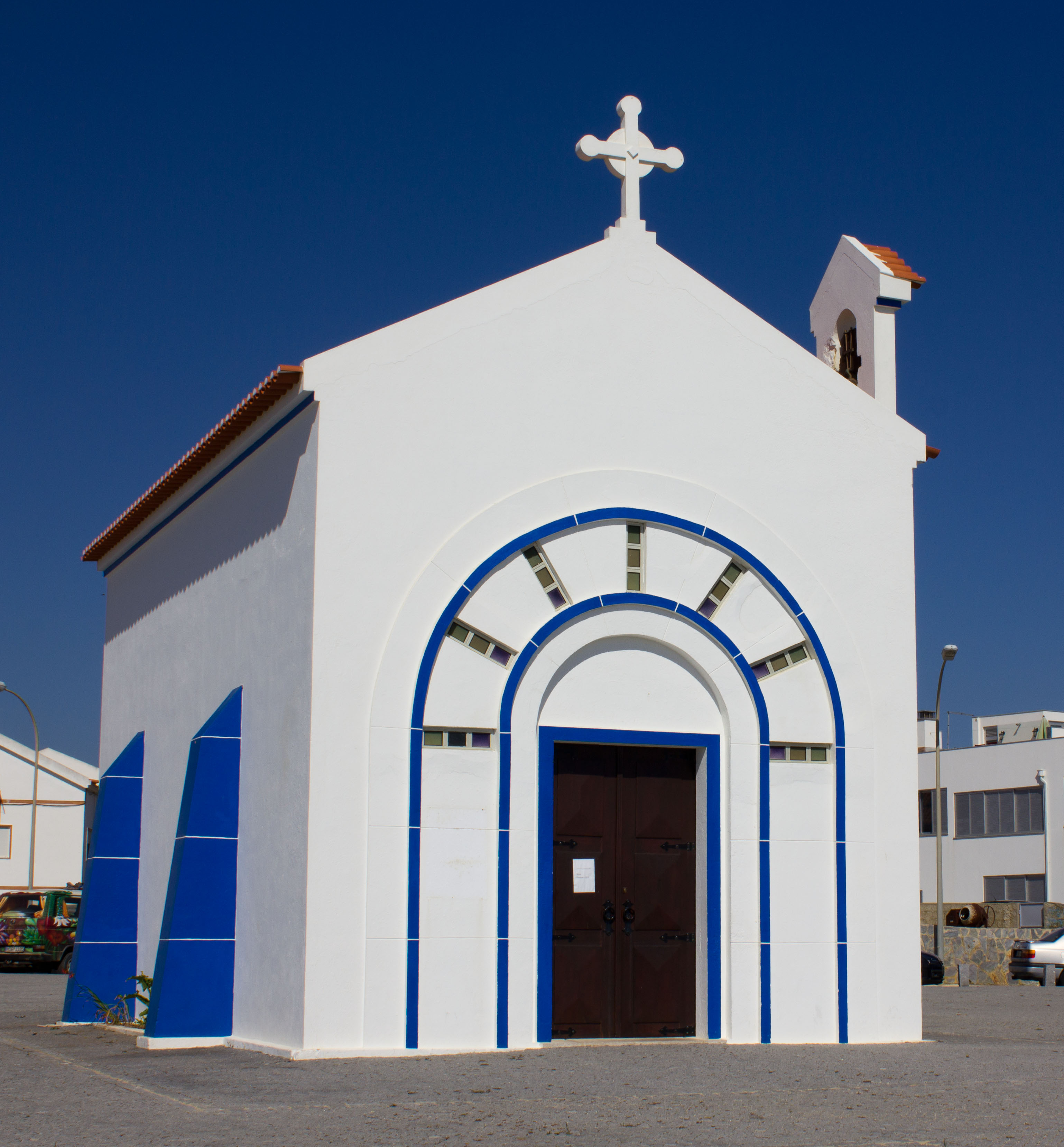
Capela de Nossa Senhora do Mar

No reinado de D. Dinis, o senhorio de Odemira é doado a Manuel Pessanha (1319), um genovês que terá ajudado a organizar a marinha portuguesa. Com D. Afonso IV, Odemira passa, por alguns anos, para a Ordem de Santiago, acabando por voltar à coroa em 1352. D. Pedro volta a entregar o castelo de Odemira à família Pessanha, desta vez a Lançarote Pessanha (1357), um filho de Manuel Pessanha.
Posteriormente, em 1387, Lourenço Anes Fogaça recebe de D. João I a vila de Odemira. O último elemento desta família a deter o senhorio de Odemira foi João Fogaça, escudeiro da casa do infante D. João.
O primeiro conde de Odemira foi D. Sancho de Noronha (1446), que obteve o título por carta passada por D. Afonso V.
No âmbito da reforma dos velhos forais levada a cabo por D. Manuel, Odemira recebeu foral novo em 1510, nele se revela a importância do porto de mar, dos montados de gado e dos filões de metais existentes.
O condado de Odemira extinguiu-se no século XVII (1661), tendo sido incorporado na casa de Cadaval.
No século XIX, o regime liberal reestrutura os limites do concelho, dando-lhe a sua configuração atual. O concelho abrange uma área extensa ao longo da costa e no seu interior uma vasta área de serras e campos com uma fauna e flora diversas, fazendo parte deste freguesias de outros concelhos, alguns deles extintos, como é o caso de Colos e Vila Nova de Milfontes.
Também no século XIX, o território de Odemira foi atingido pelas Guerras Liberais, devido em grande parte aos conflitos entre os proprietários rurais e os trabalhadores, situação que se verificou na região meridional do pais, levando à formação de um grande número de guerrilheiros. Mesmo após o final das guerras continuou a insegurança na região, tendo em 1839 a Câmara Municipal de Odemira estabelecido uma «sentinela avançada no moinho», provavelmente na colina onde se ergue o Moinho de Vento de Odemira, como medida de prevenção contra ataques de surpresa por parte das tropas do comandante miguelista Remexido. Estes problemas sociais prosseguiram ao longo dos séculos XIX e XX, tendo-se acentuado nos primeiros anos após a implantação da república, devido a maus anos agrícolas e aos efeitos da Primeira Guerra Mundial. Por exemplo, nos princípios da década de 1920 a Junta de Freguesia de Sabóia criticou a escassez de farinha no seu território, tendo acusado os moageiros de venderem a farinha para o Algarve, onde atingiam um preço mais elevado. Também em 1920 a Câmara Municipal pediu a criação de um quartel da Guarda Nacional Republicana na vila, alegando que no concelho «se desenvolvem extraordinariamente as ideias mais avançadas, nocivas e e perigosas ao sossego, à tranquilidade pública e ao próprio regime». Porém, pouco depois de ter sido instalada, a divisão de Odemira da Guarda Nacional Republicana foi transferida para Aljustrel, pelo que em 1931 o Grémio Alentejano pediu que fosse reestabelecida, afirmando que «já há anos na região que, segundo nos informam, é um foco de ideias extremistas, os lavradores tiveram de defender-se reunindo-se armados nas casas da Câmara, dos assaltos eminentes às suas habitações. E neste ano, na expectativa de um Inverno de fome e de miséria, torna-se necessário restabelecimento da referida secção da GNR, a fim de poder ser evitada a repetição desses actos. Em 1935 verificou-se uma grande falta de trabalho rural, devido em parte a problemas climatéricos, tendo sido resolvido pelo governo com recurso a emprego nas obras públicas.
Na segunda metade do século XX a exploração agrícola no Alentejo conheceu profundas alterações, causadas em grande parte pelos planos de rega, que no caso de Odemira estiveram ligadas à Barragem de Santa Clara.
O município de Odemira tem nas últimas décadas sido marcado pela expansão da agricultura intensiva, especialmente na zona do Parque Natural da Costa Vicentina, levando à desmatação e destruição de eco-sistemas e casos de abusos e tensões laborais associados a esta actividade. 

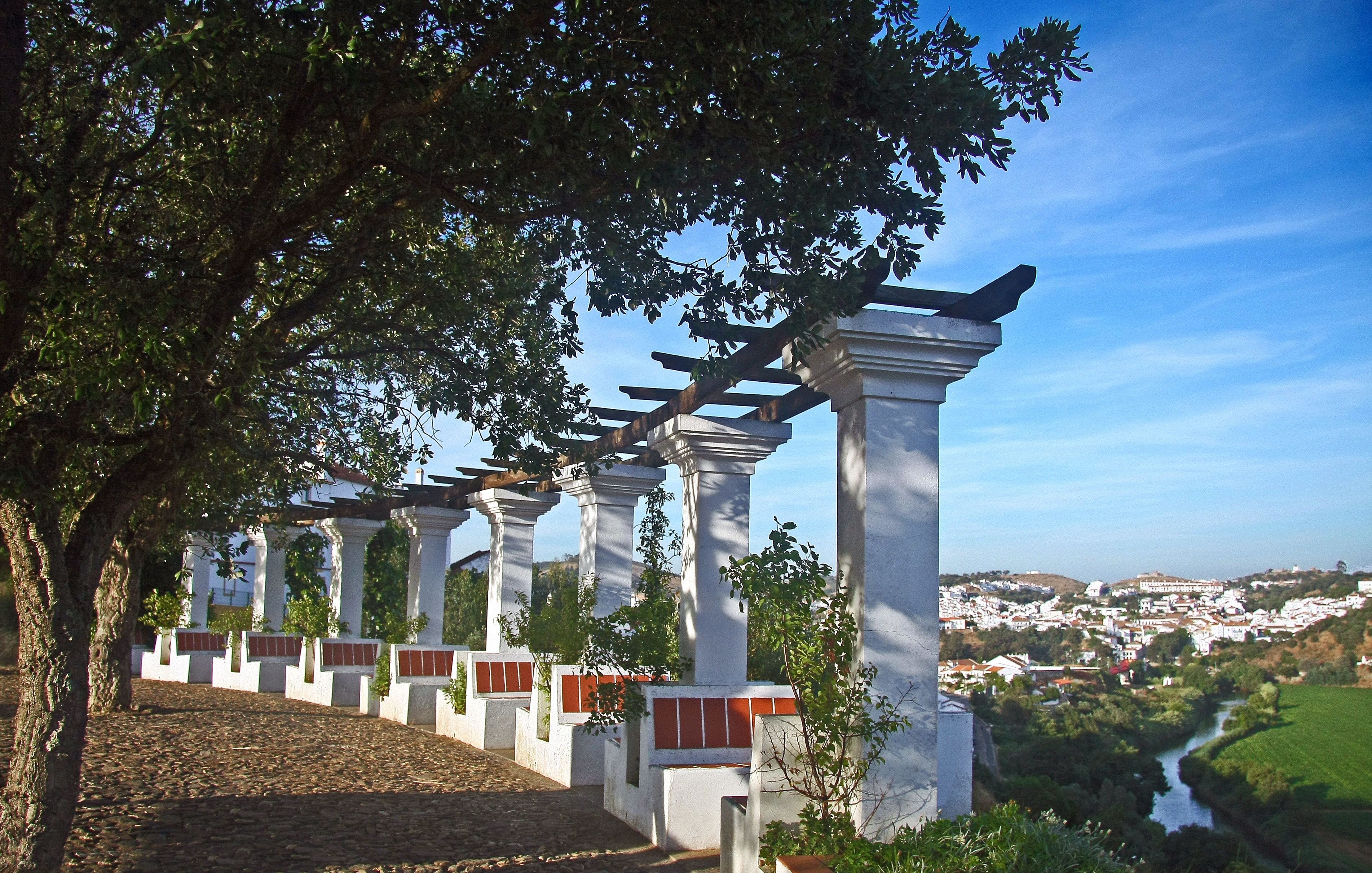
Parque com miradouro em Odemira

Entre 2015 e 2018, o Instituto de Conservação da Natureza e Florestas aprovou 118 novos projectos agrícolas na zona do Parque Natural. Estes são visíveis sobretudo através da proliferação de estufas, equivalendo em 2020 a uma área estimada em 1600 hectares, e que segundo a Resolução de Conselho de Ministros 179/2019 podem triplicar para 4800, onde antes só seria permitido a expansão até 3600. A resolução autoriza também "a colocação de contentores dentro das explorações agrícolas para albergar trabalhadores imigrantes, recrutados de forma pouco transparente por grandes multinacionais, até um valor que pode atingir cerca 36 000 pessoas, numa região que tem uma população e está dimensionada para cerca de 26 000 habitantes". Em 2020, estes representavam 40% da população do concelho de Odemira, trabalhando e vivendo em condições precárias por baixos salários. Em fevereiro de 2022, 300 trabalhadores imigrantes do sector organizaram um protesto contra a precariedade laboral. Estudos de impacto ambiental das explorações agrícolas intensivas no Parque Natural só são obrigatórios para terrenos com tamanho superior a 50 hectares, sendo que as empresas que actuam na região evitam esta responsabilidade dividindo as suas propriedades em parcelas ligeiramente menores que 50 hectares, ao passo que uma propriedade cortada por uma estrada é considerada como sendo duas.
Entre finais de 2019 e inícios de 2020, a expansão da área de estufas entre o Carvalhal e a Zambujeira do Mar levara à destruição dos últimos cinco de mais de cem charcos temporários mediterrânicos no sudoeste alentejano, áreas húmidas classificadas como habitats prioritários de espécies em risco da flora e da fauna, previamente alvo de um projecto de conservação financiado por Bruxelas.

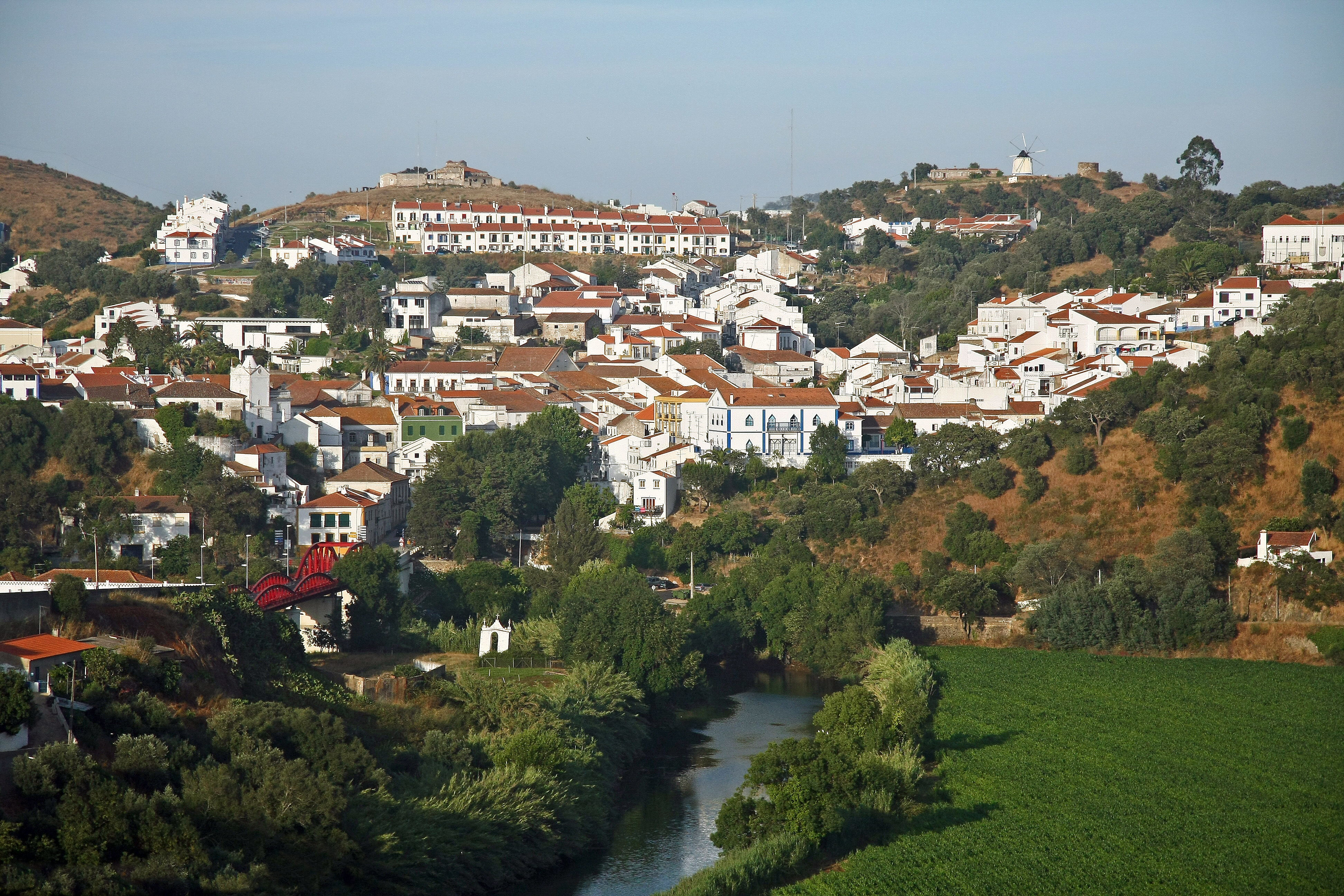
Odemira.

Em Junho de 2021, foi submetida ao parlamento uma petição organizada pelo movimento "Juntos Pelo Sudoeste" e assinada por mais de 6000 pessoas, exigindo a revogação imediata da resolução do Conselho de Ministros n.º 179/2019", por considerarem ser "uma resposta descarada às exigências e pressões do 'lobby' da indústria agrícola intensiva, em vez de avaliar e debater seriamente a situação, trazer soluções às preocupações reais da população e de outros setores socioeconómicos fundamentais" mas que não reuniu consenso, sendo apoiada com projectos de lei por parte do PAN, PCP, BE e PEV, ao passo que o PSD, CDS-PP e PS contrariaram a iniciativa.

## Política

### Eleições autárquicas[21]
| Data | %            | V            | %     | V     | %       | V       | %     | V  | %              | V       | %              | V       | %              | V   | %              | V       | %              | V  | %  | V  | Participação |                |
| Data | FEPU/APU/CDU | FEPU/APU/CDU | PS    | PS    | PPD/PSD | PPD/PSD | AD    | AD | UDP/BE         | UDP/BE  | CDS-PP         | CDS-PP  | PPM            | PPM | PSD/CDS        | PSD/CDS | IL             | IL | CH | CH | Participação |                |
| ---- | ------------ | ------------ | ----- | ----- | ------- | ------- | ----- | -- | -------------- | ------- | -------------- | ------- | -------------- | --- | -------------- | ------- | -------------- | -- | -- | -- | ------------ | -------------- |
| Data | 1976         | 47,35        | 4     | 40,00 | 3       | 6,28    | -     |    |                |         |                |         |                |     |                |         |                |    |    |    |              | 60,06 / 100,00 |
| 1979 | 60,99        | 5            | 13,89 | 1     | AD      | AD      | 21,00 | 1  | 1,15           | -       | AD             | AD      | AD             | AD  | 73,13 / 100,00 |         |                |    |    |    |              |                |
| 1982 | 59,75        | 5            | 14,93 | 1     | AD      | AD      | 20,55 | 1  |                |         | AD             | AD      | AD             | AD  | 70,82 / 100,00 |         |                |    |    |    |              |                |
| 1985 | 61,66        | 5            | 16,45 | 1     | 15,50   | 1       |       |    | 2,99           | -       |                |         |                |     | 60,23 / 100,00 |         |                |    |    |    |              |                |
| 1989 | 50,51        | 4            | 31,90 | 3     | 10,54   | -       |       |    | 2,72           | -       | 62,31 / 100,00 |         |                |     |                |         |                |    |    |    |              |                |
| 1993 | 39,39        | 3            | 36,74 | 3     | 16,81   | 1       | 2,36  | -  | 63,59 / 100,00 |         |                |         |                |     |                |         |                |    |    |    |              |                |
| 1997 | 38,03        | 3            | 46,34 | 4     | 9,68    | -       | 1,70  | -  | 63,53 / 100,00 |         |                |         |                |     |                |         |                |    |    |    |              |                |
| 2001 | 34,93        | 3            | 53,02 | 4     | 6,73    | -       | 0,84  | -  |                |         | 66,44 / 100,00 |         |                |     |                |         |                |    |    |    |              |                |
| 2005 | 37,12        | 3            | 48,34 | 4     | AD      | AD      | 8,56  | -  |                |         | AD             | AD      | AD             | AD  | 63,23 / 100,00 |         |                |    |    |    |              |                |
| 2009 | 34,39        | 3            | 46,57 | 4     | CDS-PP  | CDS-PP  |       |    | 4,31           | -       | PPD/PSD        | PPD/PSD |                |     | 10,77          | -       | 66,18 / 100,00 |    |    |    |              |                |
| 2013 | 29,38        | 2            | 51,08 | 5     | CDS-PP  | CDS-PP  | 3,14  | -  | 10,06          | -       | PPD/PSD        | PPD/PSD | 62,14 / 100,00 |     |                |         |                |    |    |    |              |                |
| 2017 | 23,36        | 2            | 55,69 | 5     | 8,92    | -       | 5,03  | -  | 2,23           | -       |                |         | 62,63 / 100,00 |     |                |         |                |    |    |    |              |                |
| 2021 | 27,41        | 2            | 46,66 | 5     | CDS-PP  | CDS-PP  | 6,59  | -  | PPD/PSD        | PPD/PSD | 6,32           | -       | 4,46           | -   | 3,56           | -       | 58,73 / 100,00 |    |    |    |              |                |

### Eleições legislativas
| Data | %     | %     | %     | %    | %     | %        | %     | %     | %    | %     | %    | %   | %       | % | %  | %  |
| Data | PCP   | PS    | PSD   | CDS  | UDP   | APU/ CDU | AD    | FRS   | PRD  | PSN   | BE   | PAN | PSD CDS | L | CH | IL |
| ---- | ----- | ----- | ----- | ---- | ----- | -------- | ----- | ----- | ---- | ----- | ---- | --- | ------- | - | -- | -- |
| 1976 | 38,92 | 33,16 | 9,32  | 3,33 | 2,12  |          |       |       |      |       |      |     |         |   |    |    |
| 1979 | APU   | 21,00 | AD    | AD   | 1,90  | 47,69    | 19,80 |       |      |       |      |     |         |   |    |    |
| 1980 | APU   | FRS   | AD    | AD   | 1,41  | 45,41    | 21,80 | 19,68 |      |       |      |     |         |   |    |    |
| 1983 | APU   | 26,10 | 10,84 | 5,35 | 0,88  | 48,69    |       |       |      |       |      |     |         |   |    |    |
| 1985 | APU   | 15,55 | 14,39 | 3,00 | 1,39  | 42,47    | 15,44 |       |      |       |      |     |         |   |    |    |
| 1987 | CDU   | 17,78 | 25,80 | 2,61 | 1,14  | 33,85    | 8,27  |       |      |       |      |     |         |   |    |    |
| 1991 | CDU   | 27,41 | 32,16 | 2,76 |       | 24,96    | 1,30  | 1,22  |      |       |      |     |         |   |    |    |
| 1995 | CDU   | 48,67 | 17,29 | 4,42 | 1,46  | 22,31    |       |       |      |       |      |     |         |   |    |    |
| 1999 | CDU   | 52,21 | 14,97 | 4,76 |       | 20,64    | 0,36  | 1,13  |      |       |      |     |         |   |    |    |
| 2002 | CDU   | 47,83 | 21,18 | 5,07 | 17,66 |          | 1,62  |       |      |       |      |     |         |   |    |    |
| 2005 | CDU   | 55,79 | 12,68 | 3,14 | 17,53 | 4,60     |       |       |      |       |      |     |         |   |    |    |
| 2009 | CDU   | 35,15 | 14,82 | 6,49 | 23,01 | 11,90    |       |       |      |       |      |     |         |   |    |    |
| 2011 | CDU   | 27,43 | 25,29 | 8,22 | 19,83 | 7,09     | 1,14  |       |      |       |      |     |         |   |    |    |
| 2015 | CDU   | 37,57 | CDS   | PSD  | 18,84 | 9,94     | 1,25  | 20,96 | 0,56 |       |      |     |         |   |    |    |
| 2019 | CDU   | 44,46 | 13,91 | 2,19 | 15,14 | 10,98    | 2,54  |       | 0,76 | 1,44  | 0,53 |     |         |   |    |    |
| 2022 | CDU   | 47,12 | 16,42 | 0,87 | 12,22 | 4,98     | 1,19  | 1,14  | 7,97 | 3,41  |      |     |         |   |    |    |
| 2024 | CDU   | 30,40 | AD    | AD   | 9,86  | 17,35    | 5,95  | 1,61  | 2,77 | 21,93 | 3,27 |     |         |   |    |    |
| 2025 | CDU   | 24,88 | AD    | AD   | 8,53  | 22,21    | 2,35  | 1,19  | 2,88 | 29,58 | 2,83 |     |         |   |    |    |

## Economia

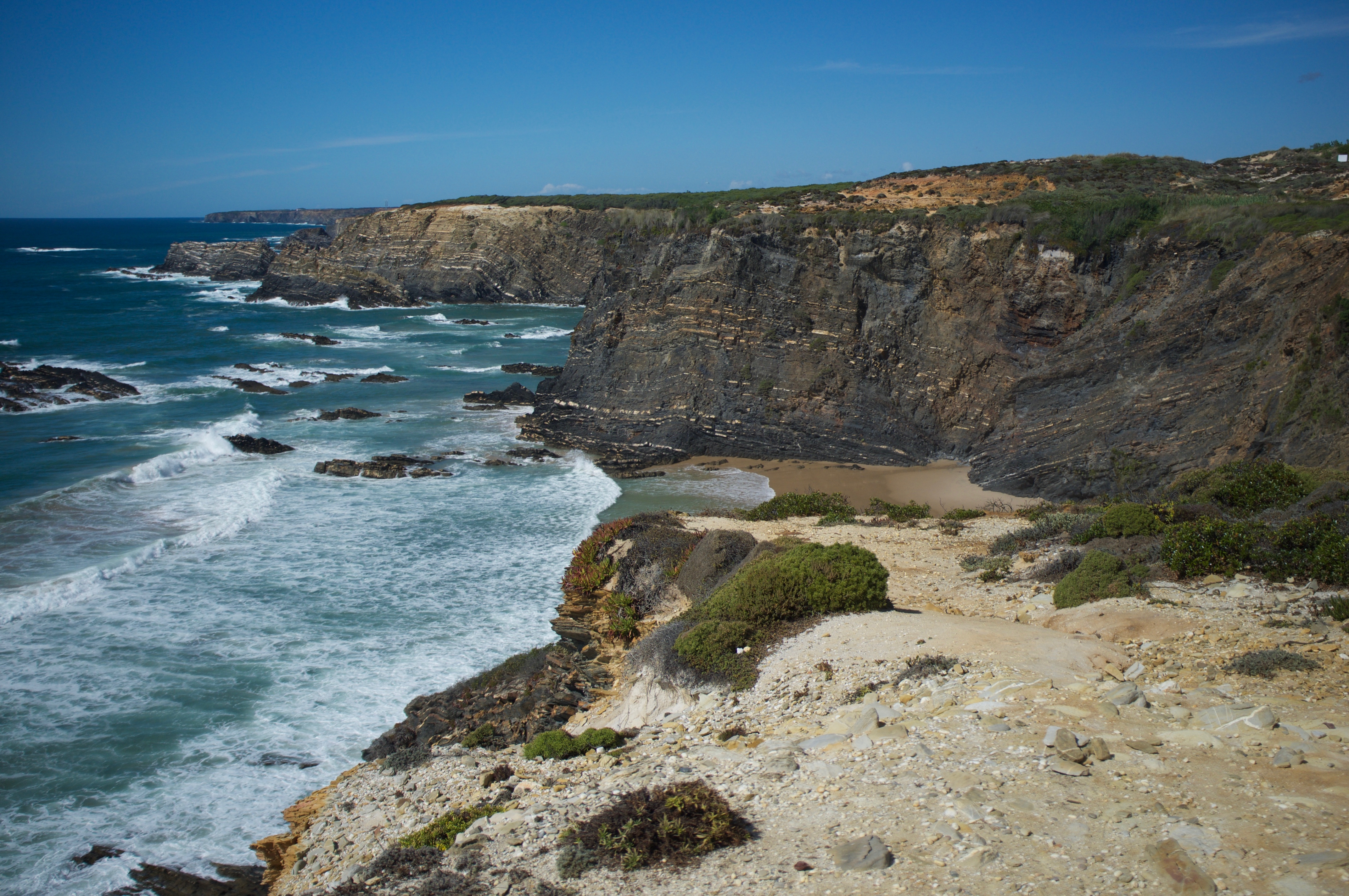
Cabo Sardão, em Odemira

O município de Odemira apresenta uma estrutura empresarial com forte peso no setor terciário (59%), seguindo-se o setor primário (31%) e setor secundário (10%), sendo que os seus quatro pilares são os setores agroflorestal (considerando a agricultura, floresta e a pecuária), o turismo, o comércio/serviços, a indústria e a pesca/recursos marinhos.
O setor primário ocupa 1/3 das atividades económicas, apresentando como um município turístico, mas com forte componente rural, nomeadamente na agricultura, silvicultura, pecuária e exploração florestal.
O setor secundário tem uma expressão menos significativa no território, no entanto, parece ter encontrado áreas de desenvolvimento onde crescer, designadamente na indústria agroalimentar.
O setor terciário representa 59% da dinâmica empresarial do município de Odemira, do qual se destaca o comércio a retalho e os serviços. O comércio é uma das atividades ancestrais que, do ponto de vista de fluxos de investimento, tem apresentado uma mobilidade muito interessante ao longo dos anos. Territorialmente, esta atividade acompanhou a deriva demográfica e económica do interior para o litoral do município.

## Artesanato

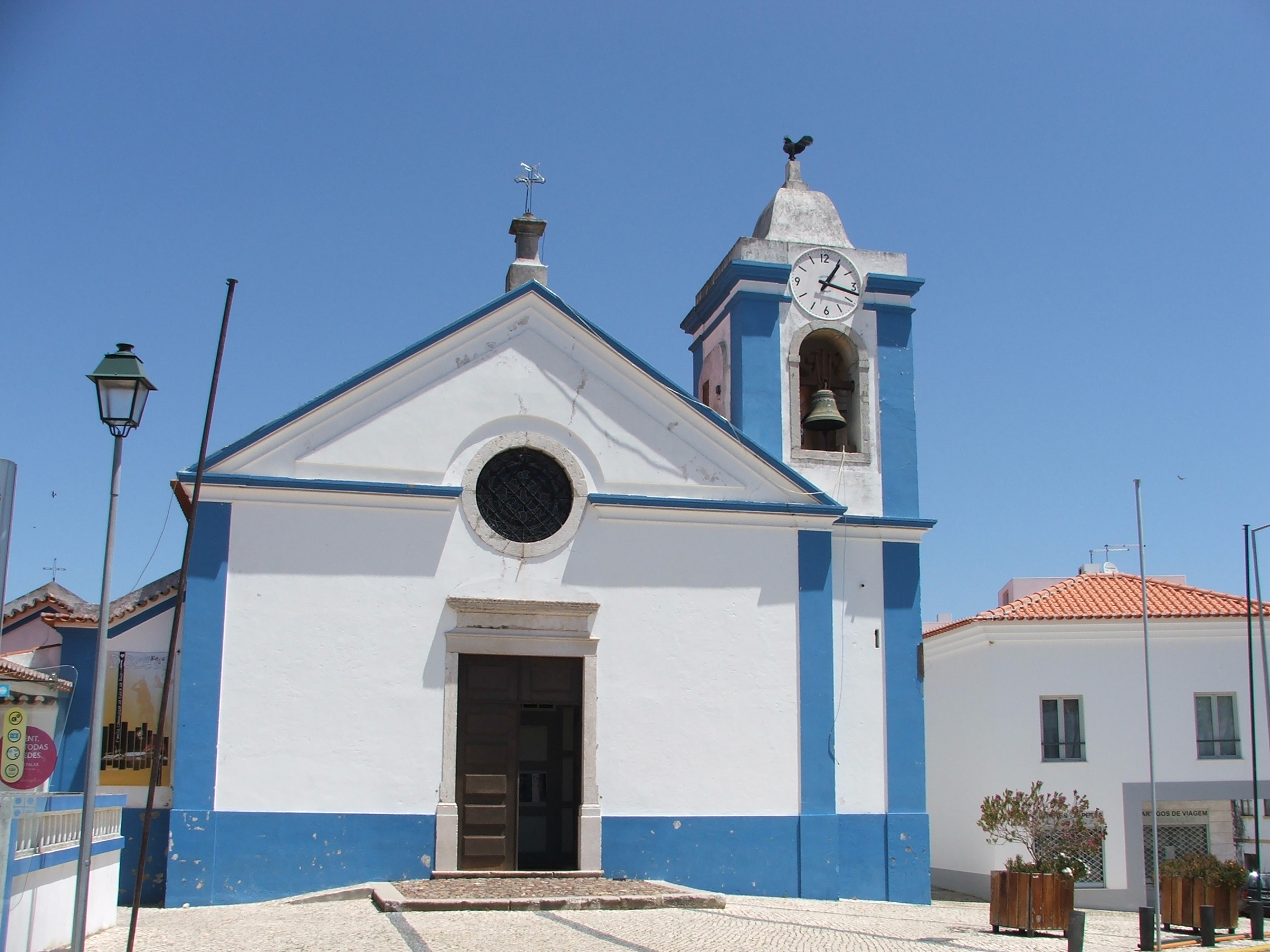
Igreja de São Teotónio

O município de Odemira dispõe de um inestimável património de atividades artesanais. Esta riqueza está patente na variedade e qualidade das obras produzidas pelos artesãos do município, na diversidade das técnicas e dos materiais utilizados e na autenticidade com que integram o modo de vida da população local.
As atividades artesanais predominantes em Odemira são: cestaria, cerâmica, olaria, tecelagem, latoaria, fabrico e empalhamento de cadeiras, violas campaniças, miniaturas de atividades locais e de alfaias agrícolas e abegoaria. Estas são alguns exemplos da diversidade de criações tanto ligadas a atividades económicas específicas como à imaginação e à arte popular.
Por último, não se pode deixar de referir os Chocolates da Beatriz, uma fábrica de chocolate artesanal com sede em Odemira.

## Acessibilidades e infraestruturas
A rede rodoviária de Odemira tem 2 estradas nacionais e 4 estradas regionais, que são: 
- EN120/IC4 - Sonega/Lagos
- EN263 - Aljustrel/Odemira
- ER123 - Odemira/Ourique
- ER266 - Monchique/Luzianes-Gare
- ER390 - Cercal/Vila Nova de Milfontes

- ER393 - Vila Nova de Milfontes/Odemira

A estação ferroviária mais próxima de Odemira em funcionamento é Santa Clara-Sabóia, no qual param comboios de longo curso CP.

## Património

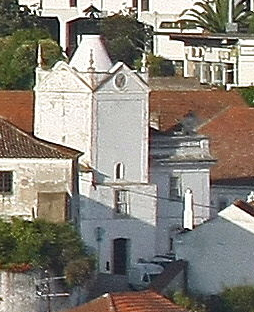
Torre dos Paços do Concelho de Odemira, em 2016.

### Freguesia de Santa Maria e São Salvador
- Castelo da Caneja
- Castelo de Odemira
- Cerro do Castelo das Bouças
- Cerro do Castelo de Vale de Feixe
- Chafariz da Fonte Férrea
- Chafariz do Alto de São Sebastião
- Fonte de Santo António
- Ermida de Nossa Senhora da Piedade
- Fábrica do Miranda
- Fontanário da Praça Sousa Prado
- Fonte da Bica da Rola
- Igreja da Misericórdia de Odemira
- Igreja Paroquial de Santa Maria de Odemira
- Igreja Paroquial do Salvador de Odemira
- Marcos da Barca de Odemira
- Moinho de Vento de Odemira
- Monumento ao Cante Alentejano
- Paços do Concelho de Odemira
- Ponte de Odemira
- Ponte do Sol Posto

### Freguesia de Boavista dos Pinheiros
- Concheiro de Fiais
- Moinho de vento da Caneja
- Moinho de vento da Quinta ou do Bairro Alto

### Freguesia de Colos
- Capela de Nossa Senhora do Carmo (Colos)
- Ermida de Nossa Senhora das Neves
- Igreja da Misericórdia de Colos
- Igreja Paroquial de Colos
- Monumento megalítico da Amendoeira Nova

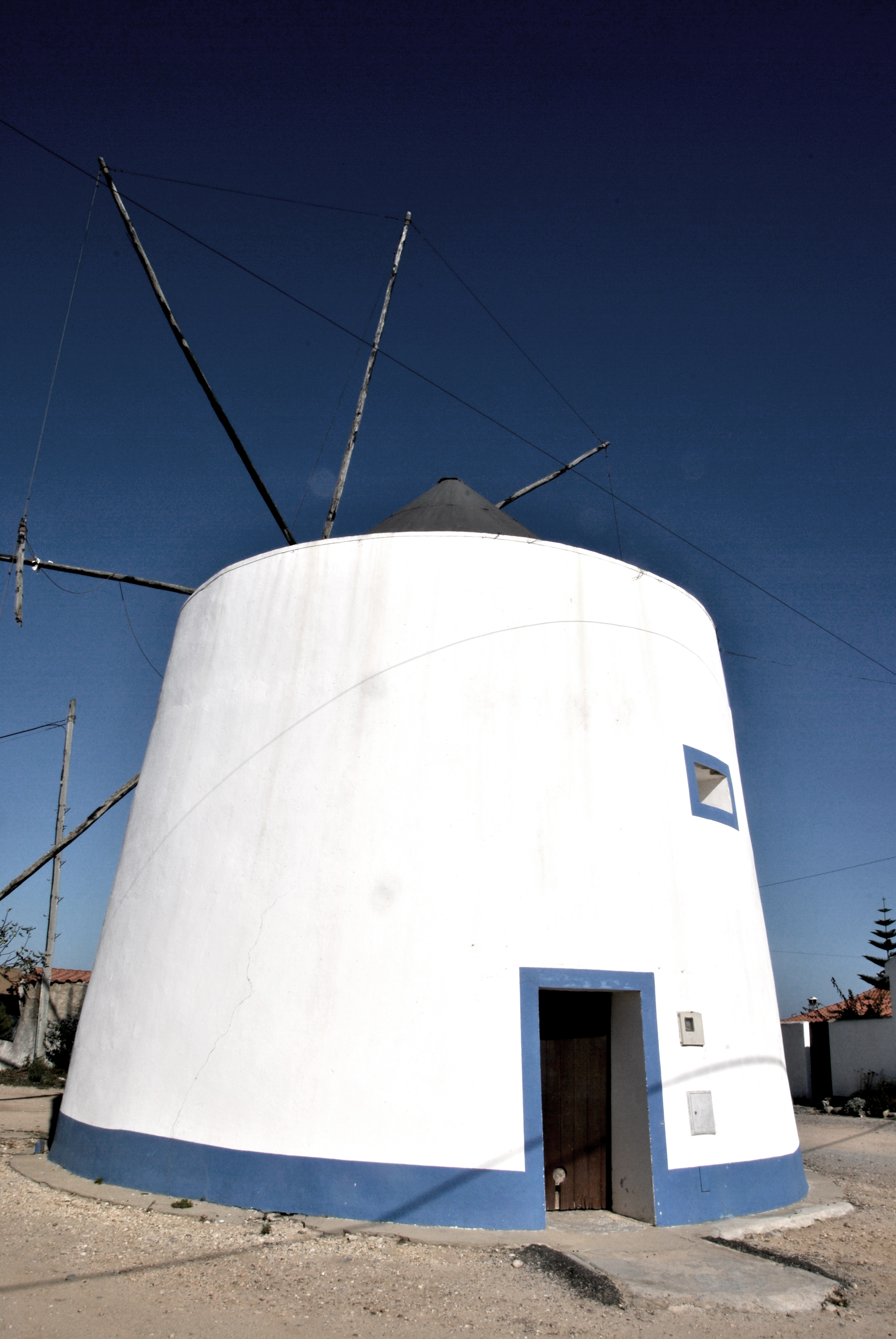
Moinho de Vento da Longueira.

### Freguesia de Longueira e Almograve
- Sítio arqueológico de Brejo da Moita
- Estação arqueológica da Foz dos Ouriços
- Moinho de Maré do Loural
- Moinho de Vento da Longueira

### Freguesia de Luzianes-Gare
- Moinho de vento das Verdigueiras
- Sítio arqueológico de Abóbora
- Sítio arqueológico de Consultas
- Villa romana de Casas Novas das Barradas

### Freguesia de Relíquias
- Igreja Paroquial de Relíquias
- Moinho de Vento da Portela do Carvalhal
- Monumento megalítico de Monte do Paço

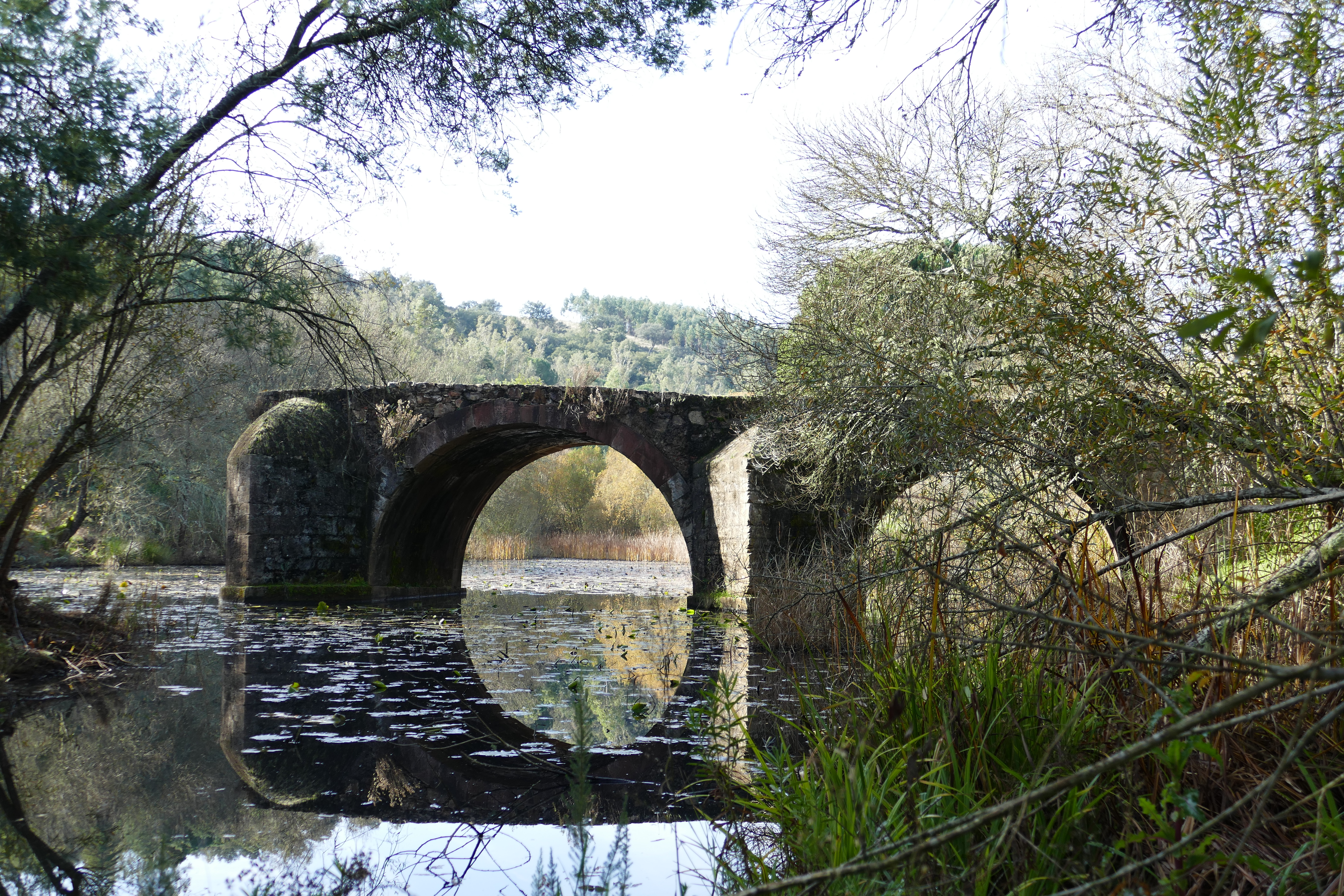
Ruínas da Ponte D. Maria.

- Necrópole do Cerro da Chaiça

### Freguesia de Santa Clara-a-Velha
- Ermida de Santa Maria
- Fonte do Azinhal
- Igreja de Santa Clara de Assis
- Ponte D. Maria ou Ponte de Santa Clara-a-Velha
- Pousada de Santa Clara
- Povoado fortificado do Cerro da Bica
- Povoado fortificado da Cidade da Rocha

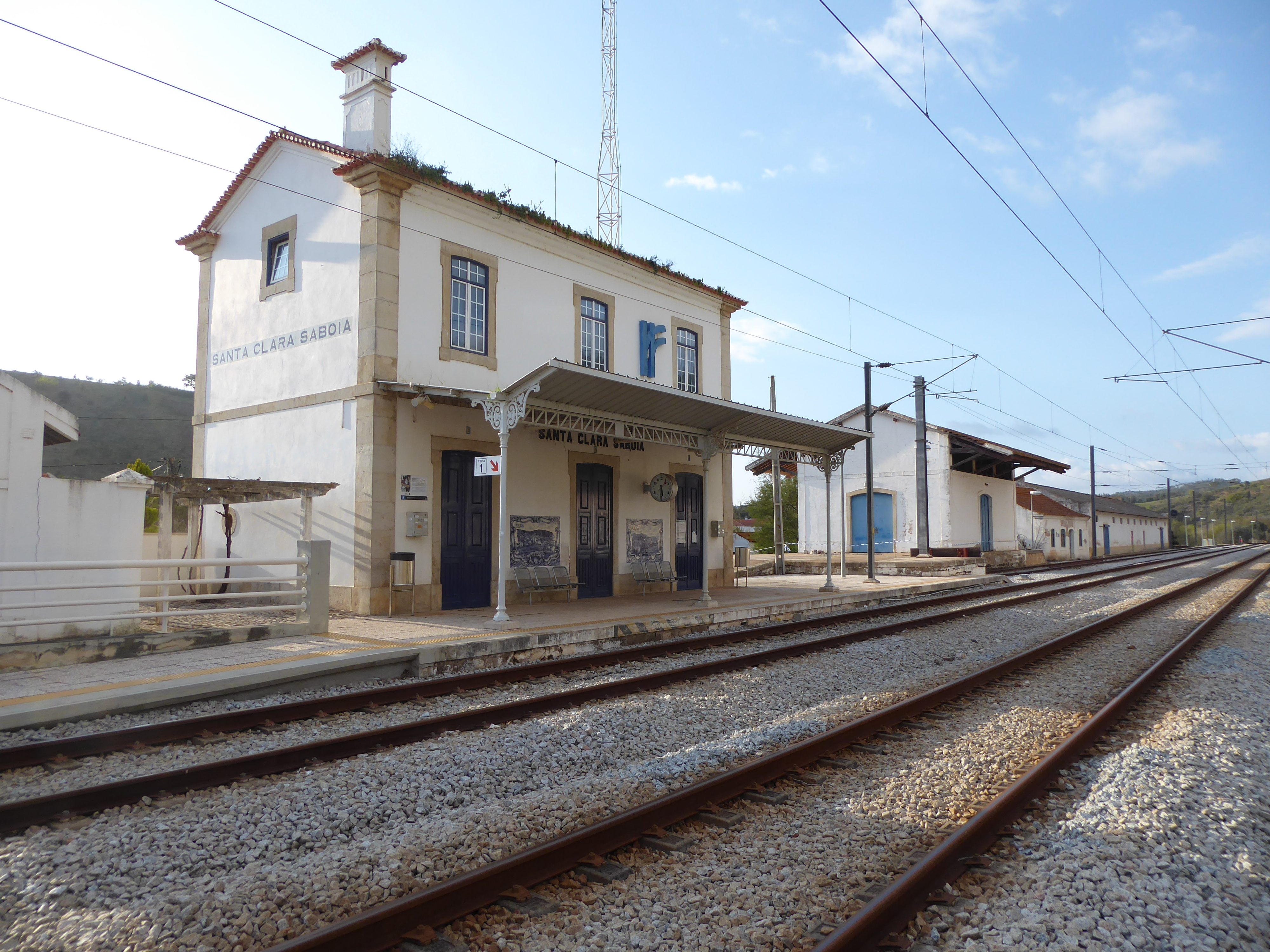
Estação Ferroviária de Santa Clara-Sabóia, em 2016.

### Freguesia de Saboia
- Capela da Boeira
- Estação Ferroviária de Santa Clara-Sabóia
- Fábrica de Moagem de Sabóia
- Igreja Paroquial de Sabóia
- Cerro do Castelo dos Moiros

### Freguesia de São Luís
- Atelier Alexandre Bastos
- Casa do Monte dos Troviscais
- Casa do Povo de São Luís
- Cerro do Castelo de Vale de Gaios
- Ermida de Santa Catarina
- Ermida de São Domingos
- Igreja Paroquial de São Luís
- Lavadouro Municipal de São Luís
- Mercado Municipal de São Luís
- Moinho de Vento da Agonia
- Moinho de Vento da Pereira
- Moinho de Vento das Quintas
- Moinho de Vento da Toca do Mocho
- Portinho da Casa Branca
- Sítio arqueológico do Cerro do Oiro

### Freguesia de São Martinho das Amoreiras
- Estação Ferroviária de Amoreiras-Odemira
- Necrópole do Pardieiro
- Capela de Santa Anica
- Igreja Paroquial de São Martinho das Amoreiras

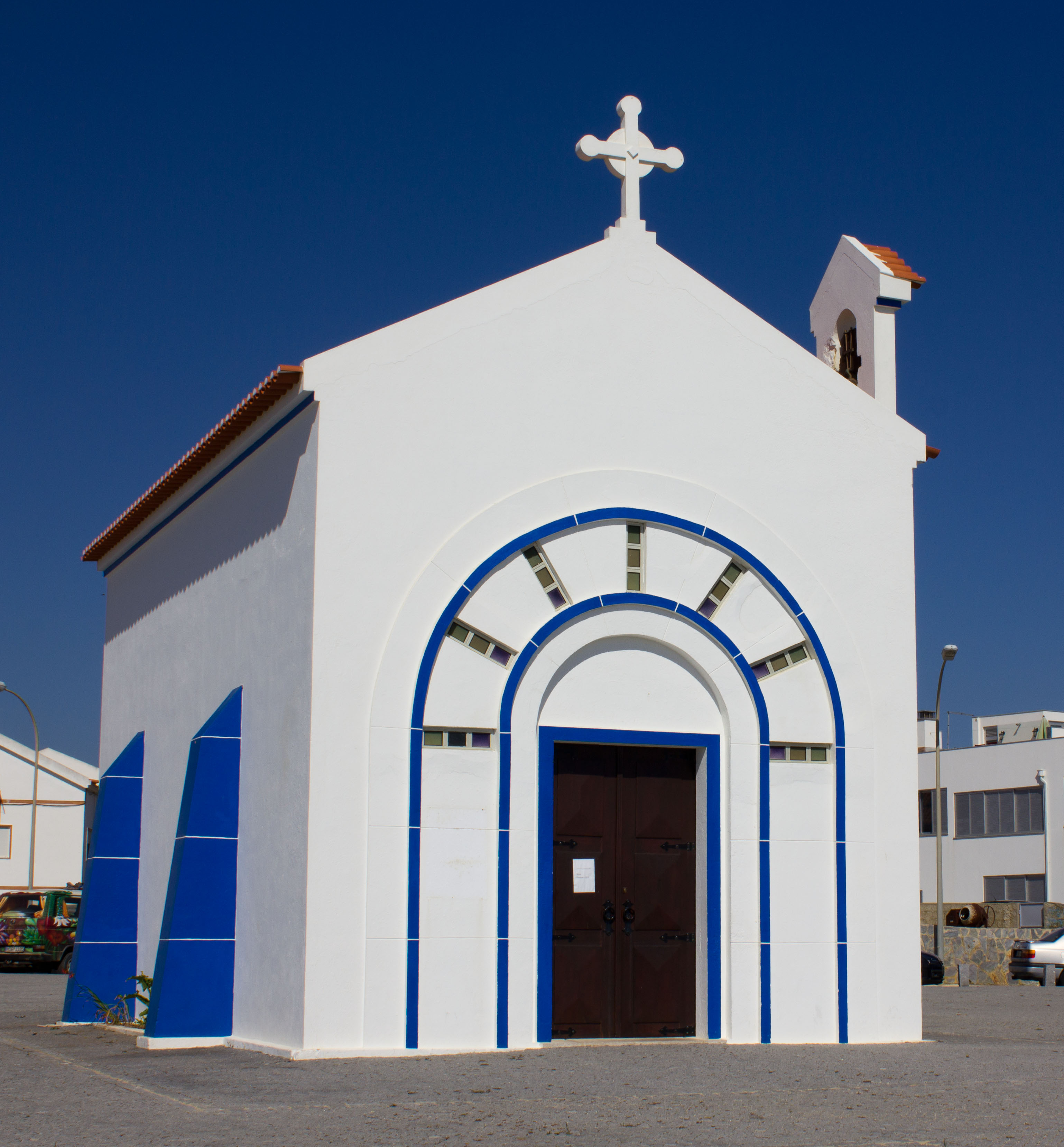
Capela de Nossa Senhora do Mar.

### Freguesia de São Teotónio
- Bica dos Besteiros
- Capela de Nossa Senhora do Mar
- Ermida de Santa Bárbara
- Farol do Cabo Sardão
- Igreja Paroquial de São Teotónio
- Moinho de Água da Assenha
- Moinho de Água do Porto da Silva
- Moinho de Água do Selão da Eira
- Sítio arqueológico de Palheirões do Alegra

### Freguesia de Vale de Santiago
- Fonte da Senhora da Luz
- Igreja Paroquial de Bicos
- Igreja Paroquial de Vale de Santiago

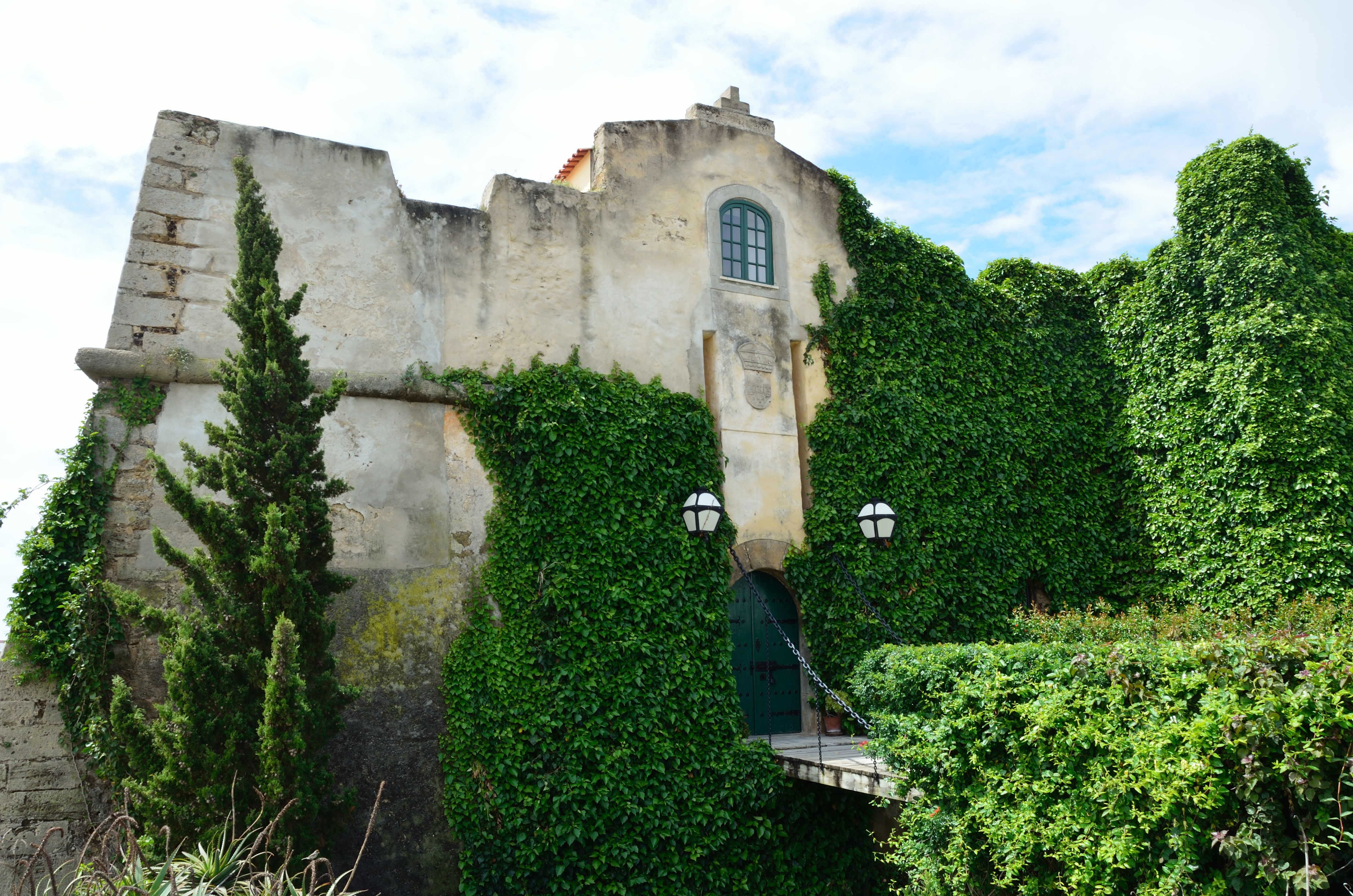
Forte de São Clemente

### Freguesia de Vila Nova de Milfontes
- Ermida de Santo António da Cela
- Farolim de Vila Nova de Milfontes
- Forte de São Clemente
- Igreja de Nossa Senhora da Graça
- Moinho de Maré da Asneira
- Moinho de Maré do Bate-pé
- Ponte de Vila Nova de Milfontes
- Sítio arqueológico de Alpendurada
- Sítio arqueológico do Corgo das Conchinhas
- Sítio arqueológico da Eira da Pedra

## Desporto
- Clube BTT Odemira
- Sport Clube Odemirense
- Clube Fluvial Odemirense
- Piscinas Municipais (com várias classes de natação)
- Ginásio no complexo das piscinas (permite a prática de CardioFitness e Musculação)

Um filho de Odemira distinguiu-se no campo do Xadrez: Damião de Odemira, boticário e autor do 1º Tratado de Xadrez conhecido.

## Personalidades ilustres
- José Cheta (cantor)
- Augusto da Fonseca Júnior (dirigente desportivo)
- António Jacinto da Silva de Brito Pais (piloto e militar)
- Camacho Costa (ator)
- Custódio Brás Pacheco (político, jornalista e dirigente associativo)
- Damião de Odemira (teórico do jogo de xadrez)
- Fernando Fonseca (escultor)
- Manuel Rafael Amaro da Costa (engenheiro e político)
- António Calapez Garcia (médico, empresário e político)
- Trio Odemira (banda de música)

## Heráldica
|  | Armas: Escudo negro com uma faixa de prata carregada por dois sobreiros a verde landados de ouro, arrancados a negro, troncados do mesmo e descascados a vermelho. Em chefe, uma torre torreada de prata, aberta e iluminada a vermelho, acompanhada de dois ramos de três espigas de trigo de ouro. Em contra-chefe, três faixas ondadas, duas de prata e uma de azul. Coroa mural de prata de quatro torres. Listel branco com legenda a negro: "VILA DE ODEMIRA". |
|  | Bandeira: Esquartelada de amarelo e verde. Cordões e borlas de ouro e verde. Haste e lança de ouro. |

## Leitura recomendada
- GONÇALVES, Ana Tendeiro (2009). Os moinhos do Concelho de Odemira no século XXI. Odemira: Câmara Municipal de Odemira. 96 páginas. ISBN 987-989-8263-01-8
- QUARESMA, António Martins (1989). Odemira - Subsídios para uma Monografia. Volume II. Odemira: Câmara Municipal de Odemira
- QUARESMA, António Martins (2000). Rio Mira, Moinhos de Maré. Aljezur: Suledita. 89 páginas. Consultado em 20 de Maio de 2022 – via Biblioteca Digital do Alentejo